# Riez (Ain)
Pour les articles homonymes, voir Riez (homonymie).
Le Riez est une rivière du département de l'Ain dans la région Auvergne-Rhône-Alpes. Elle est un affluent droit de l'Ain donc un sous-affluent du Rhône.

## Géographie
Elle prend sa source à Saint-Rambert-en-Bugey et se jette dans l'Ain à Saint-Jean-le-Vieux au lieu dit les Brotteaux. Sa longueur est de 13,0 kilomètres. 

### Communes et cantons traversés
Elle coule sur le territoire de six communes : Saint-Rambert-en-Bugey, au sud, Nivollet-Montgriffon, L'Abergement-de-Varey, Boyeux-Saint-Jérôme, Jujurieux et enfin Saint-Jean-le-Vieux, à l'ouest.

### Organisme gestionnaire
L'organisme gestionnaire est le SR3A - Syndicat de la rivière d'Ain aval et affluents.

## Affluents
La Riez compte deux affluents : le cours d'eau Vieillasseux (3,0 km) et le ruisseau de Marlieux (2,8 km).

## Pêche
Le Riez est essentiellement peuplé de truites fario sauvages. Dans sa partie aval, le Riez subit des assèchements et sa qualité est dégradée par les rejets de la station d’épuration de Jujurieux. Dans sa partie amont, le parcours est très escarpé et la pêche au toc est la plus recommandée.